# Medina Peaks
I Medina Peaks, (in lingua inglese: Picchi Medina), sono aspri picchi rocciosi antartici, privi di ghiaccio, che sormontano una dorsale montuosa lunga 28 km, che si estende in direzione nord lungo il fianco orientale del Ghiacciaio Goodale, nei Monti della Regina Maud, fino alla Barriera di Ross, in Antartide.
Alcuni dei picchi furono avvistati per la prima volta e grossolanamente mappati dalla prima spedizione antartica (1928-30) dell'esploratore polare statunitense Byrd.
La denominazione è stata assegnata dall'Advisory Committee on Antarctic Names (US-ACAN) in onore di Guillermo Medina, direttore tecnico dell'U.S. Navy Hydrographic Office, nel periodo 1954–60, e del Naval Oceanographic Office, nel 1960–64.